# Nepenthes attenboroughii
Nepenthes attenboroughii, biljka mesožderka iz porodice Nepenthaceae. Otkrivena je tek u 21 stoljeću na planini Victoria, na otoku Palavan, Filipini. Ime njezinog roda na hrvatskom je vrčasti grm, a dolazo po cvijetu u obliku vrča, ispunjenog tekučinom, u koje se hvataju kukci.